# 근사록 (보물 제262호)
근사록(近思錄)은 대한민국 경상북도 봉화군 봉화읍 충재박물관에 있는 조선시대의 목판본 책이다. 1963년 1월 21일 대한민국의 보물 제262호로 지정되었다.

## 개요
근사록(近思錄)은 송나라 유학자인 섭채가 성리학의 기본이 되는 주돈이의『태극도설』과 장재의『서명』등 중요한 문헌만을 골라 만든 성리학의 독본이다. 이 책은 고려 공민왕 19년(1370)에 당시 뛰어난 성리학자인 박상충이 진주목사로 부임하는 이인민에게 선사한 것이다.
이 책은 판식이나 자체로 보아 원판을 보고 다시 새긴 것으로 보인다. 권발이 애독하던 것으로 늘 소매에 넣고 다녔으며, 중종 때에는 경연에서 강의까지 하던 것이다.
고려본(高麗本)이 희귀한 상황에서 중국판을 따라 다시 새긴 것이라 하더라도 매우 귀중한 가치를 지니며, 조선시대 성리학을 연구하는데 있어 반드시 정독해야 할 도서이다. 특히 정조가 친히 머리글을 지어서 붙였다는 것만으로도 더욱 가치가 높다고 할 수 있다.

## 같이 보기
- 근사록

## 참고 자료
- 근사록 - 국가유산청 국가유산포털